# 大花虎耳草
大花虎耳草（学名：Saxifraga stenophylla）为虎耳草科虎耳草属下的一个种。其种加词“Stenophylla”意为“窄叶的”。为生长于高山草甸、高山灌丛草甸及岩石等中的多年生草本植物，平均生长海拔为3700-4 800米。主要分布于四川西部、云南及西藏等地。亦分布于克什米尔、尼泊尔及印度北部的喜马偕尔邦、锡金邦等地。其拉丁学名中的种加词在希腊语中意为“窄叶”。

## 变种
- Saxifraga stenophylla subsp. hoffmeisteri (Klotzsch) Hara
- Saxifraga stenophylla subsp. komarovii (Losinsk.) Tolm.
- Saxifraga stenophylla subsp. stenophylla